# Жайворонки
Жа́йворонки (до 1945 року — Ібраїм-Бай; крим. İbraim Bay) — село Євпаторійського району Автономної Республіки Крим.